# لوك آدم
لوك آدم هو لاعب هوكي الجليد كندي، ولد في 18 يونيو 1990 في سانت جونز في كندا.

## وصلات خارجية
- لوك آدم على موقع دوري الهوكي الوطني (الإنجليزية)
- لوك آدم على موقع قاعة مشاهير الهوكي (لاعب أن.إتش.أل) (الإنجليزية)
- لوك آدم على موقع EliteProspects.com (الإنجليزية)
- لوك آدم على موقع Eurohockey.com (الإنجليزية)
- لوك آدم على موقع HockeyDB.com (الإنجليزية)
- لوك آدم على موقع Hockey-Reference.com (الإنجليزية)